# Osiedle Warszawskie-Pomet-Maltańskie
Osiedle Warszawskie-Pomet-Maltańskie – osiedle samorządowe (jednostka pomocnicza gminy) Poznania (od 1 stycznia 2011 roku).

## Granice
Osiedle Warszawskie-Pomet-Maltańskie graniczy:
- z Osiedlem Ostrów Tumski-Śródka-Zawady-Komandoria (granica - ulica św. Michała, ulica Komandoria - Jezioro Maltańskie)
- z Osiedlem Główna (granica - trasa linii kolejowej nr 353)
- z Osiedlem Chartowo (granica - Jezioro Maltańskie)
- z Osiedlem Rataje (granica - Jezioro Maltańskie)

## Podział
Podział w Systemie Informacji Miejskiej
Według Systemu Informacji Miejskiej Osiedle Warszawskie-Pomet-Maltańskie jest podzielone na pięć jednostek obszarowych:
- Główna (częściowo)
- Komandoria (częściowo)
- Malta (częściowo)
- Miłostowo
- Osiedle Warszawskie

## Siedziba Rady Osiedla
- Adres rady osiedla
  - Szkoła Podstawowa nr 46, ulica Inowrocławska 19[1].
- Adres do korespondencji
  - Wydział Wspierania Jednostek Pomocniczych Miasta, ul. Libelta 16/20 61-706 Poznań, Osiedle Warszawskie-Pomet-Maltańskie[1]

## Komunikacja
Osiedle obsługują autobusy MPK Poznań linii 157 i 416 oraz linie nocne 213 i 223, a także linie tramwajowe 6 i 8, a także autobusy linii 400 (nocny), 401, 405, 406, 407 Swarzędzkiej Komunikacji Autobusowej.